# ویکس، اسکس
ویکس (به انگلیسی: Wix) یک روستا و محله مدنی در بریتانیا است که در Tendring واقع شده‌است. ویکس ۷۲۰ نفر جمعیت دارد.